# Karim Kiche
Karim Kiche (né le 30 juillet 1971 au Havre) est un athlète français, spécialiste du 3 000 mètres steeple.

## Biographie
Il est sacré champion de France du 3 000 m steeple en 1997 à Fort-de-France.
Il termine troisième de cette épreuve aux championnats de France, catégorie Nationale, disputés en 2002 à Sotteville-lès-Rouen [2].